# Synchroonzwemmen op de Olympische Zomerspelen 2004 – Team
Het onderdeel team van het synchroonzwemmen op de Olympische Zomerspelen 2004 in Athene vond plaats op 26 (kwalificatie) en 27 augustus (finale), in het Athens Olympic Aquatic Centre. Het goud was voor de Russische ploeg en het zilver voor de Japanse ploeg en de Amerikaanse ploeg wonnen het brons.

## Uitslag
| Rang   | Naam | Land             | Routine   | Routine | Totaal |
| Rang   | Naam | Land             | Technisch | Vrij    | Totaal |
| ------ | --- | ---------------- | --------- | ------- | ------ |
| Goud   | Jelena Azarova Olga Broesnikina Anastasia Davydova Anastasia Jermakova Elvira Chasjanova Maria Kiseljova Olga Novoksjtsjenova Anna Sjorina Maria Gromova          | Rusland          | 49,667    | 49,834  | 99,501 |
| Zilver | Michiyo Fujimaru Saho Harada Kanako Kitao Emiko Suzuki Miya Tachibana Miho Takeda Juri Tatsumi Yoko Yoneda Naoko Kawashima                                        | Japan            | 49,167    | 49,334  | 98,501 |
| Brons  | Alison Bartosik Tamara Crow Rebecca Jasontek Anna Kozlova Sara Lowe Lauren McFall Stephanie Nesbitt Kendra Zanotto Erin Dobratz                                   | Verenigde Staten | 48,584    | 48,834  | 97,418 |
| 4      | Raquel Corral Andrea Fuentes Tina Fuentes Gemma Mengual Ana Montero Irina Rodriguez Ione Serrano Paola Tirados Alicia Sanz                                        | Spanje           | 48,167    | 48,584  | 96,751 |
| 5      | Erin Chan Jessica Chase Jessika Dubuc Marie-Pierre Gagne Fanny Létourneau Shayna Nackoney Anouk Renière-Lafrenière Courtenay Stewart Nicole Cargill               | Canada           | 47,584    | 47,667  | 95,251 |
| 6      | Chen Yu Gu Beibei He Xiaochu Hou Yingli Hu Ni Li Zhen Wang Na Zhang Xiaohuan Wu Man                                                                               | China            | 47,084    | 47,500  | 94,584 |
| 7      | Monica Cirulli Costanza Fiorentini Joey Paccagnella Elisa Plaisant Beatrice Spaziani Federica Stefanelli Lorena Zaffalon Laura Zanazza Sara Savoia                | Italië           | 46,834    | 47,250  | 94,084 |
| 8      | Aglaia Anastasiou Maria Christodoulou Eleftheria Ftouli Effrosyni Gouda Apostolia Ioannou Evgenia Koutsoudi Olga Pelekanou Christina Thalassinidou Eleni Georgiou | Griekenland      | 46,250    | 46,500  | 92,750 |